# Hidròxid de rubidi
Hidròxid de rubidi (+1)  (RbOH) és una base química forta i àlcali que es forma per un ió rubidi i un ió hidròxid.
L'hidròxid de rubidi no apareix a la natura, tanmateix, es pot obtenir per síntesi química a partir de l'òxid de rubidi.
Rb₂O (s) + H₂O (l) → 2 RbOH (aq)
És molt corrosiu i cal protecció per manejar-lo.

## Usos
Es fa servir poques vegades a la indústria donat que el substitueixen l'hidròxid de potassi i l'hidròxid de sodi.
L'hidròxid de rubidi es fa servir en la recerca científica i en els focs artificials per a donar color viola.